# Zoete Naam Jezus

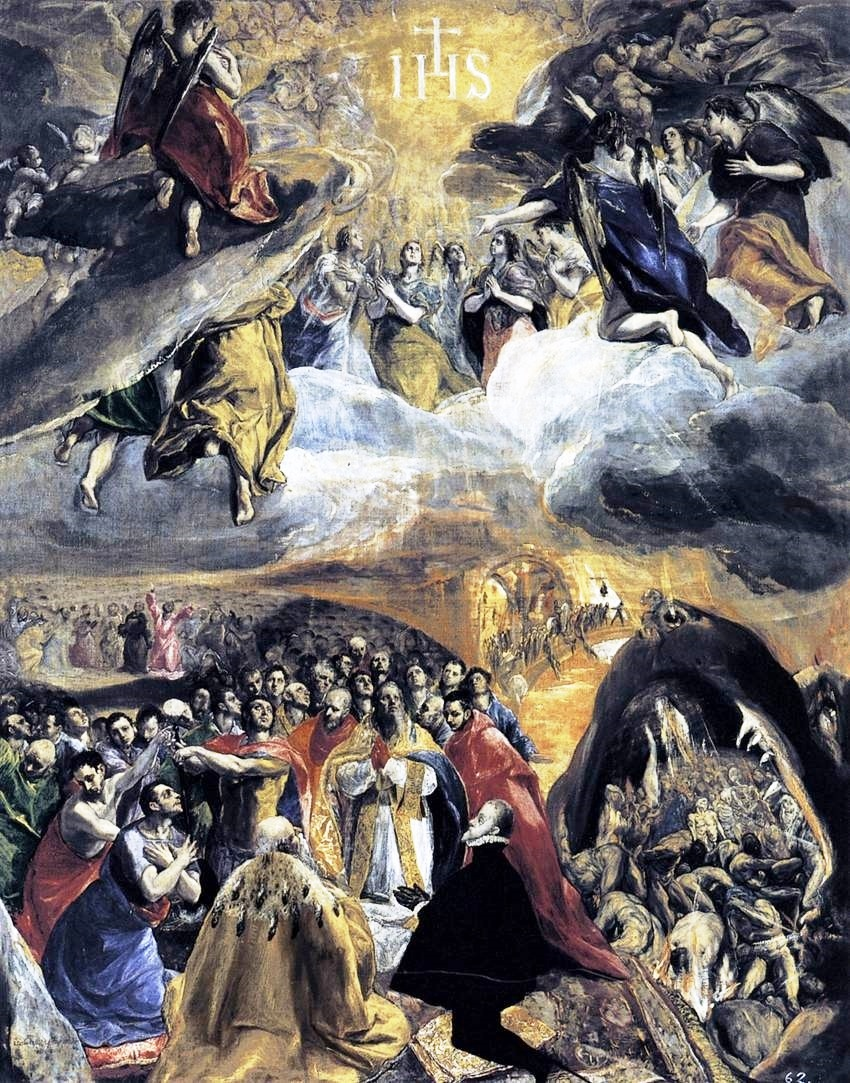
El Greco - Aanbidding van de Naam van Jezus (1578-79), Escorial

Zoete Naam Jezus of Heilige Naam Jezus is een feestdag in de katholieke Heiligenkalender. De feestdag ter ere van de naam van Jezus en wordt normaal begin januari gevierd,  acht dagen na de geboorte van Jezus.
Volgens de Joodse traditie, wordt tijdens de briet mila, de besnijdenis, ook de naam van het jongetje in de gemeenschap bekendgemaakt.
Dit wordt beschreven in het Lucas 2:21.